# Skenet bedrar
Skenet bedrar (originaltitel: Keeping Up Appearances) är en brittisk komediserie producerad av BBC. Den handlar om den ca 60-åriga medelklassdamen Hyacinth Bucket, som ständigt inför andra försöker agera som om hon tillhörde den aristokratiska överklassen samt hennes man och andra i hennes omgivning.
Totalt gjordes fem säsonger på totalt 44 avsnitt mellan 1990 och 1995. Fyra av dessa var specialavsnitt och 1997 gjordes dessutom ytterligare ett kortare avsnitt. Serien har kritiserats för att avsnitten är för lika och att samtliga bygger på samma grundhistoria, men den har dock blivit väldigt populär och framgångsrik och röstades 2004 fram till en av Storbritanniens genom tiderna bästa komediserier.

## Handling
Hyacinth Buckets (uttalas som Bouquet [bokej], enligt henne) vardag och även seriens handling bygger i hög grad på att hon och hennes man ska klättra på den sociala stegen, att umgås med de bättre, inflytelserika, belevade och helst adliga klasserna anser Hyacinth som något ytterst viktigt. Allt skulle gå väldigt bra om det inte vore för att Hyacinths släktingar vore fattiga och slumaktiga. Ständigt måste hon undvika sina två systrar Daisy och Rose, som båda bor i samma hus tillsammans med deras far, Daddy, och Daisys late och ovårdade man Onslow. För att hålla skenet uppe måste hon ständigt hitta på glamorösa förklaringar för att dölja sina släktingars förehavanden, i synnerhet när de kommer på oväntade besök. Den enda släkting, som Hyacinth kan framhålla och gärna vill tala om är systern Violet, där hon ständigt återkommer till att Violet är framgångsrik, eftersom hon har en swimmingpool, en bastu, en Mercedes och stallplats.

## Rollfigurer
- Hyacinth Bucket dominerar sin omgivning och tror att hela världen cirkulerar kring henne. De flesta som känner henne försöker undvika henne på bästa sätt. Hon skryter gärna om sin ende son Sheridan och sin handmålade dyrbara servis. Hon rättar omedelbart alla som säger "Bucket" istället för "Bouquet", eftersom namnet, enligt Hyacinth, med sitt franska uttal visar upp en finare och mera aristokratiskt bakgrund.
- Richard Bucket, Hyacinths rätt jovialiske, men plågade man, som ständigt måste finna sig i sin frus upptåg. Han nödgades till förtidspension från en administrativ befattning på lägre mellannivå i stadens förvaltning (enligt Hyacinths beskrivning var han en ledande ämbetsman med mycket centralt inflytande)  och är därför ständigt hemma. Richard är inte lika angelägen om att hålla skenet uppe.
- Sheridan Bucket, Hyacinths och Richards son och enda barn som studerar på universitetet (vilket universitet är oklart). Hyacinth missar aldrig ett tillfälle att skryta för sin omgivning om hur begåvad och talangfull Sheridan är. Men i verkligheten verkar han inte vara särskilt begåvad. Han ringer enbart hem när han är pank och behöver pengar, till Richards stora förtret. Det ges genom seriens gång flera antydningar till att han är homosexuell, något som Richard verkar misstänka men som Hyacinth inte har insett. Sheridan syns dock aldrig som person i serien men har en central roll i handlingen.
- Violet Paddock, Hyacinths syster är gift  med en bookmaker med pengar och är därför den enda av sina systrar Hyacinth kan skryta om, vilket hon mer än ofta gör. Men Violets man Bruce är extremt könsförvirrad och gillar att klä sig i kvinnokläder (ofta i Violets kläder), något som Violet oftast ringer till Hyacinth och beklagar sig över.
- Daisy, Hyacinths syster. Till skillnad från Hyacinth är Daisy enkel och bekväm av sig. Hon gör inte särskilt mycket kring hushållet, men trivs väldigt bra i sitt ostädade hem. Daisy älskar sin man passionerat men får inte lika mycket kärlek tillbaka. Daisy är en trogen läsare av romantiska noveller, som är substitut till vardagsromantik som hon så saknar.
- Onslow, Daisys man. Han är lat och borde enligt Hyacinth inte uppträda iförd undertröja, utan oftare bära skjorta. Onslow sitter mest framför TV:n och dricker öl. Han och Daisy har en risig bil, som låter illa och misständer kraftigt när den körs. Onslow är  i grunden en mycket snäll person som gärna hjälper folk om det behövs; detta får dock oftast konsekvenser för Hyacinth.
- Rose, Hyacinths yngsta syster. Rose är visserligen glamorös, men väldigt lösaktig och alltid utmanande klädd, alltid förkrossad över någon karl hon just träffat. Ständigt på jakt hittar hon snart dock en ny.
- Elizabeth Warden, Hyacinths granne. Elizabeth blir ständigt inbjuden på förmiddagskaffe, men Hyacinths pedantterror leder till att Elizabeth blir nervös och spiller kaffe och tappar kakor. Hyacinth påpekar ofta att Elizabeths bil, en vit Austin Metro, är mycket sämre skött än Richards bil.
- Emmet Hawksworth, Elizabeths bror, har tillfälligt flyttat in hos henne efter att ha gått igenom en skilsmässa. Emmet är en klassiskt skolad musiker, och blir på grund av det utsatt för Hyacinth, som ständigt vill att Emmet ska spela på hennes middagar, eller att hon själv  ska få vara med i ett musikaliskt sällskap och sjunga, vilket hon gör med stark röst och extremt falskt. Emmet avskyr Hyacinth och han fasar för att bli inbjuden på kaffe till henne, eller att hon ska börja sjunga för honom. Detta gör hon så fort han är i närheten för att demonstrera sin talang. Hyacinth tror att Emmet är intresserad av henne.
- "Daddy", Hyacinths och hennes systrars far. Daddy är gammal och delvis dement och bor hemma hos Onslow och Daisy. Han ägnar dagarna åt att återskapa händelser från andra världskriget. Daddy är en viktig orsak till olika upptåg då han ibland rymmer eller försvinner spårlöst, ofta för att han är på jakt efter någon kvinna som han för tillfället har blivit förtjust i.

### Skådespelare
- Patricia Routledge — Hyacinth Bucket (44 avsnitt, 1990-1995)
- Clive Swift — Richard Bucket (44 avsnitt, 1990-1995)
- Judy Cornwell — Daisy (44 avsnitt, 1990-1995)
- Geoffrey Hughes — Onslow (44 avsnitt, 1990-1995)
- Shirley Stelfox — Rose (säsong 1) (6 avsnitt, 1990)
- Mary Millar — Rose (från säsong 2) (38 avsnitt, 1991-1995)
- Josephine Tewson — Elizabeth Warden (43 avsnitt, 1990-1995)
- David Griffin — Emmet Hawksworth (från säsong 2) (37 avsnitt, 1991-1995)
- George Webb — "Daddy" (11 avsnitt, 1990-1995)
- Anna Dawson — Violet (från säsong 5)
- John Evitts — Bruce (från säsong 5)
- Jeremy Gittins — Kyrkoherden Michael (14 avsnitt, 1990-1995)
- Marion Barron — Kyrkoherdens fru
- Peter Cellier — Majoren (säsong 1 och 2) (3 avsnitt, 1990-1991)
- David Janson — Brevbäraren Michael
- Robert Rawles — Mjölkbudet

## Produktion och distribution

### Serien i andra länder
| Land           | TV-kanal            | Lokalt namn                                              |
| -------------- | ------------------- | -------------------------------------------------------- |
| Storbritannien | BBC1                | Keeping Up Appearances                                   |
| Australien     | Seven, ABC, UK.TV   | Keeping Up Appearances                                   |
| Belgien        | één                 | Schone Schijn                                            |
| Bulgarien      | gTV                 | Какво ще кажат хората? (Vad skall alla säga?)            |
| Kanada         | YTV                 | (ursprungligt)                                           |
| Kroatien       | HRT, BBC Prime      | Milostiva prije svega                                    |
| Cypern         | CyBC                | (ursprungligt)                                           |
| Danmark        | DR1, TV 2 Charlie   | Fint skal det være (Fint skall det vara)                 |
| Finland        | Yle TV1, MTV3 Sarja | Pokka pitää                                              |
| Tyskland       | ZDF                 | Mehr Schein als Sein (Det är mer illusion än verklighet) |
| Indien         | BBC Entertainment   | (ursprungligt)                                           |
| Irland         | RTE                 | (ursprungligt)                                           |
| Israel         | BBC Prime           | מה יגידו השכנים? (Vad skall grannarna säga?)             |
| Lettland       | LNT                 | Smalkais Stils (Fin stil)                                |
| Malaysia       | BBC Entertainment   | (ursprungligt)                                           |
| Nederländerna  | TROS                | Schone Schijn                                            |
| Nya Zeeland    | TV One, TVNZ        | (ursprungligt)                                           |
| Norge          | TV Norge            | Høy på pæra                                              |
| Polen          | TVP 2, TVN Lingua   | Co ludzie powiedzą (Vad kommer folk att säga?)           |
| Portugal       | SIC                 | Cuidado Com As Aparências                                |
| Sverige        | TV4 Plus, BBC Prime | Skenet bedrar                                            |
| Schweiz        | SF 1                | Mehr Schein als Sein                                     |
| USA            | PBS, BBC America    | (ursprungligt)                                           |

### TV-visningar
Serien visade först i Storbritannien på BBC1, där det första avsnittet sändes den 29 oktober 1990 och sista 25 december 1995.
- I Danmark började serien visas av Danmarks Radio 1995 med titeln Fint skal det være.
- I Tyskland sändes det första avsnittet 14 juni 1996 av ZDF. Där heter serien Mehr Schein als Sein.
- I Finland sändes det första avsnittet 24 april 1998 på Yle TV1. I Finland heter serien Pokka pitää ("Masken håller").
- I Sverige sändes det första avsnittet 18 september 1995 på Kanal 5.[1] Har senare sänts på TV4 Plus, TV4 Komedi, Sjuan och på BBC Prime.

### VHS
Under 1990-talet släppte 2 Entertain Video ett antal avsnitt på VHS-kassett, inklusive:
- "Rural Retreat" - Släpptes 12 juni 1995, och innehåller tre avsnitt, "Rural Retreat", "Let there be Light" och "Please Mind Your Head".
- "How to Enhance Your Husband’s Retirement" - Släpptes 3 juni 1996, och innehåller tre avsnitt, "How to Enhance Your Husband's Retirement", "What to Wear When Yachting" och "How to Go On Holiday Without Really Trying".
- "Sea Fever" - Släpptes 2 april 1997, och innehåller "Sea Fever" och "Hyacinth Tees Off".

### DVD
Säsong 1 och 2 med region 2 utgavs på DVD den 7 mars 2003 av Universal Playback, som följdes av säsong 3 och 4 och julspecialavsnitt från 1991 den 16 februari 2004. Den femte säsongen och specialavsnitten från 1993, 1994 och 1995 utgavs 26 december 2006. En samling, Keeping Up Appearances: The Essential Collection utgaves 8 oktober 2007.
2004 släpptes de fem säsongerna och specialavsnitten som en samling med namnet Keeping Up Appearances: The Full Bouquet på region 1 på DVD. Samlingen med säsong 1, 2, och 3 och säsong 4, 5 har även släppts.
2005 släpptes alla säsongerna på region 4 med namnet Keeping Up Appearances: The Complete Collection. Ytterligare två samlingar, Series One & Two och Series Three & Four and Five är också tillgängliga, liksom som Keeping Up Appearances: Christmas Specials på DVD.

### Böcker
Två böcker relaterade till serien utgavs i Storbritannien. Den ena heter Hyacinth Bucket's Book of Etiquette for the Socially less Fortunate, som är en ganska lättsam guide för manér, sedd genom Hyacinth Buckets ögon. Den är baserad på manus från TV-serien och innehåller många svart-vita bilder från diverse scener ur serien. Boken utgavs första gången 1993. Den andra heter Hyacinth Bucket's Hectic Social Calendar, som presenteras som en dagbok som beskriver ett år i hennes liv med typiska kommentarer om hennes relationer och grannar. Den publicerades 1995. Båda böckerna skrevs av Jonathan Rice och publicerades av BBC Books.